# D3 (Val-de-Marne)
De D3 is een departementale weg in het Franse departement Val-de-Marne ten oosten van Parijs. De weg loopt van Joinville-le-Pont via Champigny-sur-Marne en Bry-sur-Marne naar de grens met Seine-Saint-Denis. In Seine-Saint-Denis loopt de weg verder naar Noisy-le-Grand.

## Geschiedenis
Oorspronkelijk was de D3 onderdeel van de N303. In 2006 werd de weg overgedragen aan het departement Val-de-Marne, omdat de weg geen belang meer had voor het doorgaande verkeer vanwege de parallelle autosnelweg A4. De weg is toen omgenummerd tot D3.